# Naistenvesi
Naistenvesi är en del av en sjö i Finland.   Den ligger i landskapet Södra Savolax, i den södra delen av landet, 230 km nordost om huvudstaden Helsingfors. Naistenvesi ligger 80 meter över havet.